# Денилсон (фудбалер, 1977)
Денилсон де Оливеира Араужо (порт. Denílson de Oliveira Araújo; 24. август 1977, Дијадема), или краће Денилсон, је бивши бразилски фудбалер, који је играо на позицији левог крила.

## Клупска каријера
Поникавши у Сао Паулу, за сениорски тим је дебитовао са 17 година, учествујући на Копа КОНМЕБОЛ-у и освојивши га 1994. године. 
Године 1998. оборио је рекорд по висини трансфера. Бетис је за његов трансфер из Сао Паула издвојио 21,5 милиона фунти. За Бетис игра редовно, међутим клуб 2000. године испада у Сегунду, па одлази на позајмицу неколико месеци у Фламенго. У Бетис се враћа јануара 2001. и наставља са стандардним наступањем за клуб. Ипак, сезоне 2004/05. Денилсон све ређе и слабије игра, иако Бетис остварује све боље резултате.
Након све ређих игара у Бетису, Денилсон прелази у Бордо 2005. године. У Бордоу је одиграо само једну сезону. И поред тога што је редовно играо и помогао клубу да се домогне другог места у лиги, Бордо није могао да задовољи Денилсонове захтеве за плате. Денилсон је отишао у арабијски Ал Наср и тамо провео неколико месеци.
Након Ал Насра је отишао у Далас, а потом и у Палмеирас. У Палмеирасу се надао да ће се препородити код тренера Вандерлеј Луксембурга, и да ће вратити свој најбољи фудбал који је имао. Међутим, Денилсон је углавном улазио са клупе, али и поред тога помогао Палмеирасу да заузме 4. место у лиги на крају сезоне. Након те сезоне, био је на проби у Болтону, а био је још и у Итумбиари, Хаифонгу и Кавали, након чега је завршио каријеру.

## Репрезентативна каријера
Денилсон је за репрезентацију Бразила дебитовао против Камеруна у новембру 1996. са 19 година. Са Бразилом је 1997. освојио Куп конфедерација и Копа Америку, у финалу Копа Америке је против Боливије постигао гол и уписао две асистенције. Играо је на Светском првенству 1998. и 2002. На Светском првенству 1998. је са Бразилом заузео друго, а 2002. прво место. На оба Светска првенства је улазио са клупе на утакмицама.

## Трофеји
Сао Пауло
- Копа КОНМЕБОЛ: 1994
- Шампионат Паулиста: 1998

Бетис
- Куп краља: 2004/05

Палмеирас
- Шампионат Паулиста: 2008

Бразил
- Светско првенство: 2002
- Копа Америка: 1997
- Куп конфедерација: 1997